# ويليام هنري مور (محامي)
ويليام هنري مور (بالإنجليزية: William H. Moore)‏ هو خبير مالي ومحامي أمريكي، ولد في 28 أكتوبر 1848، وتوفي في 11 يناير 1923.